# Messina Palace
Messina Palace, znany też jako Palazzo Messina – pałac przy 141-141A Triq San Kristofru (St Christopher Street) w Valletcie na Malcie. Zbudowany pod koniec XVI wieku przez Fra Pietro La Rocca, tytularnego Przeora Santo Stefano. Był częścią większego pałacu, zwanego Casa Rocca Grande. Współcześnie, od roku 1975, budynek zajmowany jest przez „German-Maltese Circle”; w roku 1989 został wykupiony od rodziny Stilon.

## Historia
Budynek nazywany Casa Rocca Grande, którego częścią był dzisiejszy Messina Palace, zbudowany został pod koniec XVI wieku przez Fra Pietro La Rocca, tytularnego Przeora Santo Stefano. Po jego śmierci posesja przejęta została przez Język włoski Zakonu św. Jana, i w ciągu następnych ponad 150 lat budynek był zamieszkiwany przez prominentnych szlachciców, z których wielu było admirałami i dowódcami. W roku 1685 wartość Casa Rocca Grande wynosiła 4478 scudi.
16 lipca 1783 roku dekret rady miasta nakazał przeszacowanie posiadłości, należącej do Języka włoskiego, i czynsz został podniesiony do przesadnej kwoty 360 scudi rocznie. Wysokość czynszu została oprotestowana, i 3 czerwca 1786 roku obniżono go do 240 scudi rocznie.   
21 sierpnia 1798 roku hrabia Francesco Sant zakupił budynek od francuskiego rządu republikańskiego, i w XIX wieku budynki Casa Rocca Grande zostały rozdzielone na część znaną dziś jako Palazzo Marina oraz drugą - Palazzo Messina. Kiedy hrabia Rosario Messina (1796–1875), bogaty handlowiec z Bagnara Calabra w Kalabrii (Włochy) zakupił posiadłość jakiś czas po roku 1850 i wprowadził się tam z żoną i pięciorgiem dzieci, budynek zaczął być znany jako Palazzo Messina.

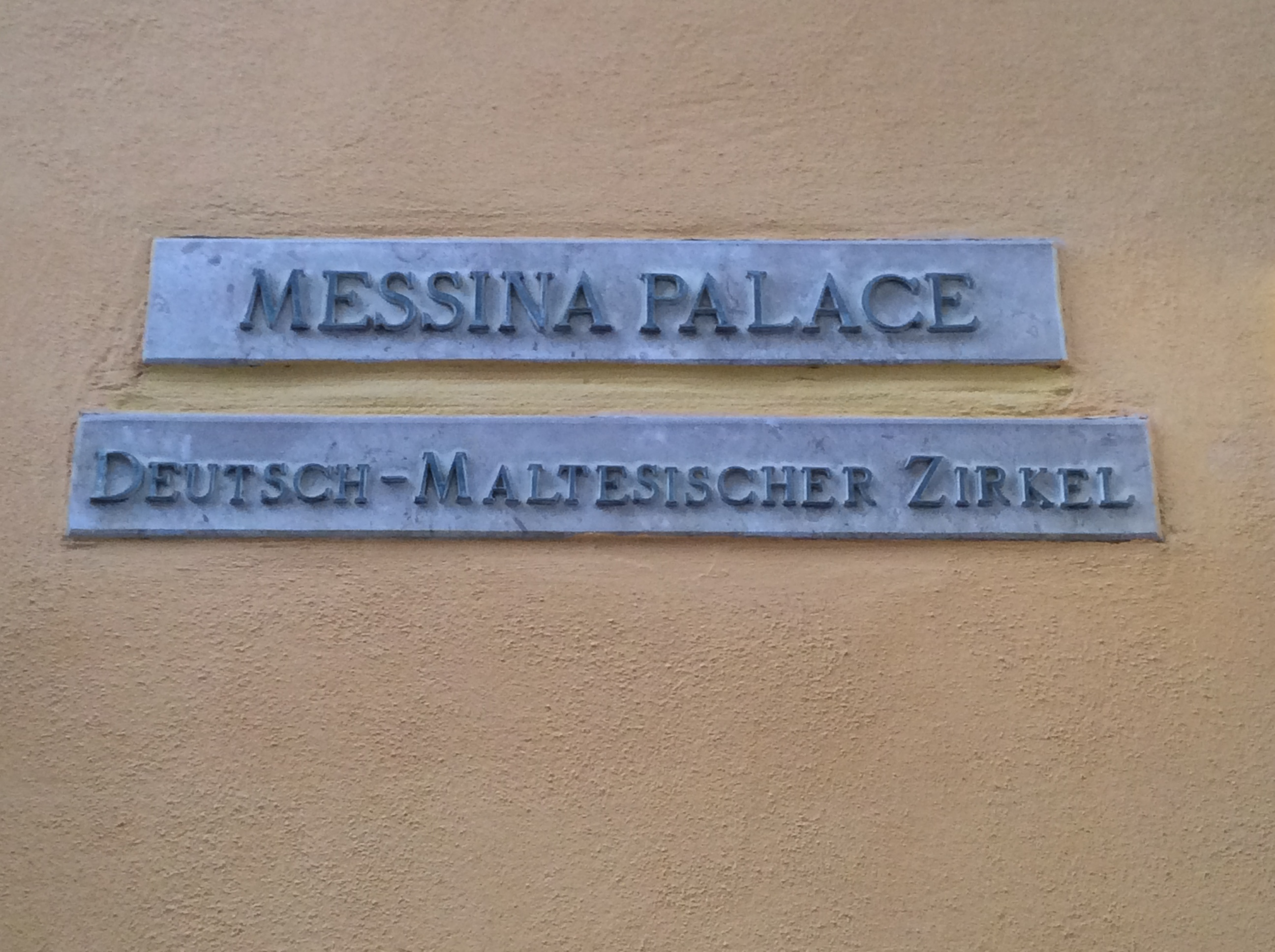
Tabliczka z nazwą pałacu i „German-Maltese Circle”

Po śmierci hrabiego Rosario Messiny w roku 1875, posiadłość przeszła na jego syna Giovanniego (późniejszego, w latach 1894-1911, prezydenta Malta Chamber of Commerce) oraz jego brata Francesco, prawnika, który prowadził bank rodzinny na 141A, St. Christopher Street. W roku 1911 Messina Palace został odziedziczony przez Marię, córkę Giovanniego oraz dzieci jego siostry. Gdy hrabina Lucia Messina, żona Francesco, mieszkająca w pałacu, opuściła go w roku 1939 w chwili wybuchu II wojny światowej, został on przejęty przez rząd Malty i wykorzystywany jako  szkoła, a później przez wiele lat jako budynek Ministerstwa Edukacji. W roku 1975 pałac najpierw został wyleasingowany, a później, w roku 1989, zakupiony przez "German-Maltese Circle". Urządzili oni w Messina Palace swoją główną siedzibę, będącą tam do dziś dnia.

## Architektura
Messina Palace stoi na rogu Triq San Kristofru (St Christopher Street, Strada San Cristoforo)) i Triq Reppublika (Republic Street). Pierwotnie Strada San Cristoforo nazwana była Strada della Fontana w związku ze źródłem na tym terenie, które zaopatrywało mieszkańców w wodę pitną. Podczas okupacji francuskiej ulica znana była jako Rue des Droits de l'Homme (ulica Praw Człowieka). Budynek postawiony z szarego kamienia, lecz jego dolna partia pomalowana jest na żółto. Balustrady balkonów, podtrzymywanych przez białe wsporniki, jak również kraty w oknach, pomalowano na czarno. Drzwi są zielone, otoczone przez białe framugi. Sień budynku jest sklepiona. Główny hall jest reprezentacyjny, z dużą klatką schodową i marmurowym urządzeniem. Tarcza herbowa rodziny Messina, inkrustowana w marmurze, widoczna jest w głównym hallu, którego sufit otoczony jest kolorowymi freskami. W pałacu znajduje się prywatna kaplica z marmurowym ołtarzem. Kaplica ma bardzo wysoki sufit, choć ona sama jest wąska. Do kaplicy prowadzą wysokie szklane drzwi, ściany są w kolorze białym, a podłoga ułożona w biało-żółtą kratę z płytek. Tradycyjne maltańskie spiralne schody wiodą pod dach. Na parterze znajduje się bar i sklep z kawą.
Dziś pałac jest centrum niemiecko-maltańskiej działalności kulturalnej i edukacyjnej.  

## Do poczytania
- Joachim Schembri, Messina Palace and the Sant Connection, w: Victor F. Denaro, "The Houses of Valletta". (ang.)